# L'Ennemi intérieur (Stargate)
Pour les articles homonymes, voir L'Ennemi intérieur.
L'Ennemi intérieur est le troisième épisode de la saison 1 de Stargate SG-1.

## Résumé
L'équipe du colonel Jack O'Neill identifie deux planètes à explorer. Le général Hammond assigne SG-1 et SG-2 pour visiter ces destinations. Le SGC subit depuis plusieurs semaines de nombreuses attaques des goa'uld qui tentent de passer la porte, et se heurtent systématiquement à l'iris.
Le major Kawalsky ressent, depuis son retour de Chulak, de nombreux maux de tête qu'il ne s'explique pas. Il part à l'infirmerie se faire soigner.
Le général Hammond convoque O'Neill dans son bureau : la demande du colonel pour que Teal'c l'accompagne dans sa prochaine mission est refusée. Le colonel Kennedy veut questionner l'extraterrestre et lui faire passer des tests. O'Neill exprime son désaccord, mais la décision ne revient pas à Hammond. O'Neill rend ensuite visite à Teal'c qui, bien qu'il ait sauvé SG-1 précédemment, est maintenu prisonnier. Le colonel discute avec lui et l'assure de son soutien.
À l'infirmerie, Kawalsky demande qu'on lui prescrive un puissant anti-douleur. Pendant l'examen, le médecin remarque une bosse dans le haut de son dos. Au moment où il la touche, la bosse bouge et remonte un peu plus haut. Kawalsky saisit alors le médecin par le cou et lui brise la nuque.
Pendant ce temps, Jackson, aidé par Carter, donne un cours dans la salle de réunion sur la façon d'utiliser un DHD. À ce moment-là, il remarque que Kawalsky se trouve dans la salle d'embarquement. Alors que l'on vient le chercher, il se retourne, déboussolé, et demande ce qu'il fait là. Il retourne à l'infirmerie mais le médecin de garde est absent. Le chirurgien décide de lui faire une IRM.
Pendant ce temps, Teal'c passe l'entrevue avec le colonel Kennedy en compagnie du général Hammond. Celle-ci débute mal car, contrairement à ce qu'attendait son interlocuteur, Teal'c n'a aucune connaissance sur la technologie goa'uld. O'Neill arrive pour l'aider. Vient ensuite la question de l'organisation des goa'ulds. D'après Teal'c, ils seraient peu nombreux mais se multiplieraient rapidement. Ils régneraient en dieux sur plusieurs centaines de mondes et n'auraient jamais voulu la paix, car ils n'en auraient pas eu besoin. S'ils avaient pu anéantir les Terriens, ils l'auraient fait. Néanmoins, sans la Porte des Étoiles, un vaisseau spatial mettrait plusieurs mois pour atteindre la Terre, et la manœuvre mobiliserait trop d'esclaves. D'après une légende Jaffa, ces esclaves seraient originaires d'un monde découvert il y a des milliers d'années: la Tau'ri. Il s'agirait du monde où des humains se seraient développés. Certains seraient devenus des goa'ulds, d'autres des Jaffas. Cependant, ce monde aurait disparu plusieurs siècles auparavant. Le colonel Kennedy lui dit alors que le monde dont il parle n'est autre que la Terre. Si les Terriens ne s'étaient pas rebellés dans l'Antiquité contre leurs oppresseurs goa'ulds, ils n'auraient jamais pu atteindre leur niveau technologique actuel.
N'ayant pas dormi depuis longtemps, Jackson se rend au dortoir et tombe sur le corps du médecin de garde. À l'infirmerie, le major Kawalsky passe son IRM. Le docteur Warner s'aperçoit rapidement qu'un corps étranger est enroulé autour de la colonne vertébrale du major. Il l'informe qu'il est retiré du service actif. Kawalsky fait briller ses yeux comme un goa'uld. L'alerte est lancée. Pendant que la sécurité accourt à l'infirmerie, Kawalsky ressort de celle-ci et se dirige vers la salle de contrôle. Il commence à composer des coordonnées. Carter lui demande ce qu'il fait ; il la prend en otage, entre dans l'ascenseur et l'assomme. Au moment où la sécurité ouvre les portes, Kawalsky a repris ses esprits et demande de l'aide pour soigner Carter. Il ne se souvient pas de ce qui s'est passé.
Une fois le major sanglé sur une table, O'Neill lui demande à quand remonte ses pertes de mémoires. Cela remonte à juste après son retour de Chulak. Hammond demande au chirurgien s'il peut lui enlever la larve. Ce dernier répond que c'est possible, bien qu'il y ait peu de chance que le major en ressorte indemne voire vivant. Cette opération le rendrait sûrement tétraplégique. Kennedy, Hammond et O'Neill viennent voir Teal'c, d'abord pour s'assurer que son goa'uld se trouve toujours en lui, puis pour l'emmener voir Kawalsky. Teal'c négocie avec le goa'uld de Kawalsky pour qu'il laisse la vie sauve à son hôte, en échange de la sienne. Le goa'uld refuse très fermement.
Lors d'une nouvelle réunion, Kennedy propose de laisser le parasite prendre le contrôle de Kawalsky car les chances de ce dernier sont trop minces. Il compte au mieux, lui soutirer des informations, et au pire, l'étudier comme cobaye. Outré de ce qu'il vient d'entendre, Hammond affirme que l'opération sera effectuée s'il y a la moindre chance de réussite.
L'opération dure plusieurs heures et se termine comme prévu avec le retrait de la larve. À son réveil, le médecin l'examine et ne constate aucun dommage. Kennedy vient voir Hammond pour lui dire qu'il rentre à Langley, accompagné de Teal'c car il possède désormais le seul spécimen de goa'uld vivant disponible. Lorsque Kawalsky l'apprend, il demande à le voir une dernière fois pour le remercier.
Lorsque Teal'c arrive, le major demande aux gardes de le laisser seul avec lui. Kawalsky étrangle Teal'c, puis déclare que l'opération est arrivée trop tard et qu'il ne faisait déjà plus qu'un avec son hôte. Il ressort ensuite de l'infirmerie en se débarrassant des gardes. Il se dirige de nouveau vers la salle de contrôle, entre les coordonnées de Chulak et lance l'autodestruction de la base. Il pénètre dans la salle d'embarquement et trouve Teal'c, décidé à lui barrer le passage. S'ensuit un combat entre eux. O'Neill et Hammond annulent le processus d'autodestruction et disent à Teal'c de retenir Kawalsky. Ils coupent la porte au moment où Kawalsky a sa tête à l'intérieur. Il en décède instantanément. O'Neill essaye de se convaincre que celui qui était son ami est mort sur la table d'opération.
L'épisode se conclut par l'intégration de Teal'c au SG-1.

## Distribution
- Richard Dean Anderson : Jack O'Neill
- Amanda Tapping : Samantha Carter
- Christopher Judge : Teal'c
- Michael Shanks : Daniel Jackson
- Don S. Davis : George Hammond
- Jay Acovone : Charles Kawalsky
- Gary Jones : Walter Davis
- Kevin McNulty : Docteur Warner
- Alan Rachins : Colonel Kennedy